# 張所望
张所望（1556年—1635年），字叔翘，号七泽，南直隸松江府上海县（今屬上海市）人。明末政治人物。

## 生平
万历二十二年（1594年）甲午科應天府鄉試第四名舉人，二十九年（1601年）辛丑科二甲第五名进士。除刑部主事，奉使荣、襄、靖江三国，不受馈遗，得到诸王雅重。歷员外郎、郎中，三十四年出为浙江衢州府知府，三十八年二月迁广西按察使司副使，备兵苍梧。四十二年正月转本省左江道右参政，平隆峒争乱。四十六年七月擢广东按察使，不赴，次年致仕。天啓四年（1624年）起湖广按察使兼右参议粮储道，因劳悴病发，解职归里。天启六年（1626年），移建黄道婆祠。晚年，天啓五年八月起升山东右布政使，十月引疾辞官不拜。卒年八十。

## 著述
其著述甚多，有《阅耕录》、《归田录》、《文选集注》、《龙华里志》等。

## 家族
祖父謙斋公。父张汝问（1522年-1565年），字质夫，號東野。母沈氏（1528年-1588年），贈宜人。生三子：所性、所教、所望